# 井上興治
井上 興治（いのうえ こうじ、1943年11月1日 - ）は、日本の運輸技官。北九州市港湾局長、港湾技術研究所長等を経て、第2代運輸省技術総括審議官を務めた。退官後、みらい建設工業代表取締役社長。

## 人物・経歴
1965年国家公務員採用上級（甲種）試験（土木）合格。1966年北海道大学工学部卒業、運輸省入省、第五港湾建設局。1972年科学技術庁計画局計画課専門職。
1974年北海道開発局港湾部港湾建設課開発専門官。1975年北海道開発局港湾部港湾計画課開発専門官。1975年運輸省港湾局計画課専門官。1977年秋田県開発局主席参事。1979年秋田県開発局環境整備課長。1981年北海道開発庁港政課開発専門官。1983年運輸省港湾局環境整備課廃棄物対策室長。1986年国土庁大都市圏整備局計画官。
1988年運輸省港湾局付、辞任、北九州市港湾局長。1990年運輸省港湾局付。1991年運輸省港湾局開発課長。1994年北海道開発庁港政課長。1995年北海道開発局港湾部長。1997年運輸省港湾技術研究所長。1998年運輸省大臣官房技術総括審議官。2000年退官、沿岸開発技術研究センター理事長。2004年日本海上起重技術協会会長。
のち、みらい建設工業代表取締役社長を経て、2007年同社会長。北海道倶楽部参与、沿岸技術研究センター顧問、海ロマン21副理事長、FLIPコンソーシアム顧問、底質浄化協会副会長、日本港湾協会理事、海洋深層水利用学会理事、海洋エネルギー・資源研究会主査、北海道大学大学院公共政策学連携研究部・教育部外部評価委員会委員、日本港湾協会名誉会員等も歴任した。2016年瑞宝中綬章受章。